# Apogon margaritophorus
 Apogon margaritophorus és una espècie de peix de la família dels apogònids i de l'ordre dels perciformes.

## Morfologia
Els mascles poden assolir els 6,5 cm de longitud total.

## Distribució geogràfica
Es troba a Malàisia, Indonèsia i Salomó.